# Paraleptophlebia temporalis
Paraleptophlebia temporalis är en dagsländeart som först beskrevs av Mcdunnough 1926.  Paraleptophlebia temporalis ingår i släktet Paraleptophlebia och familjen starrdagsländor. Inga underarter finns listade i Catalogue of Life.